# Sonja Tate
Sonja Patrice Tate (Hughes, 7 settembre 1971) è un'ex cestista e allenatrice di pallacanestro statunitense, professionista nella ABL e nella WNBA.

## Carriera
È stata selezionata dalle Minnesota Lynx al quarto giro del Draft WNBA 1999 (43ª scelta assoluta).

## Palmarès
- 2 volte campionessa ABL (1997, 1998)